# Mitch Easter

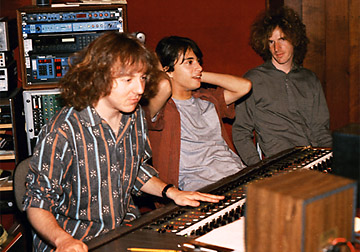
De izquierda a derecha: Mitch Easter, Michael Quercio (del grupo The Three O'Clock) y Scott Miller (del grupo Game Theory).

Mitch Easter es un compositor, músico y productor (Carolina del Norte, Estados Unidos 15 de noviembre de 1954). Su pasión por la música le llevó a convertirse en productor y músico. Uno de su trabajos más relevantes y que le dio fama mundial fueron las producciones de los dos primeros discos de la banda R.E.M., destacando el sencillo debut "Radio Free Europe".
Es un icono de la escena del indie-rock estadounidense o college rock, destacándose en su papel como líder de la banda amerciana Let’s Active.
Su estudio de grabación: The Fidelitorium, cerca de Winston-Salem en Estados Unidos ha albergado a las bandas y artistas más representativos del panomana alternativo musical internacional.
A comienzos de 2007 Mitch Easter edita por primera vez tras 18 años “Dynamico”, su disco en solitario.

## Producción
Mitch Easter ha producido entre otros para los siguientes artistas:
- R.E.M.
- Velvet Crush
- Pavement
- Insanity Wave
- Ken Stringfellow de The Posies
- Game Theory
- Marshall Crenshaw
- Richard Barone
- The Loud Family